# Gudhems härad

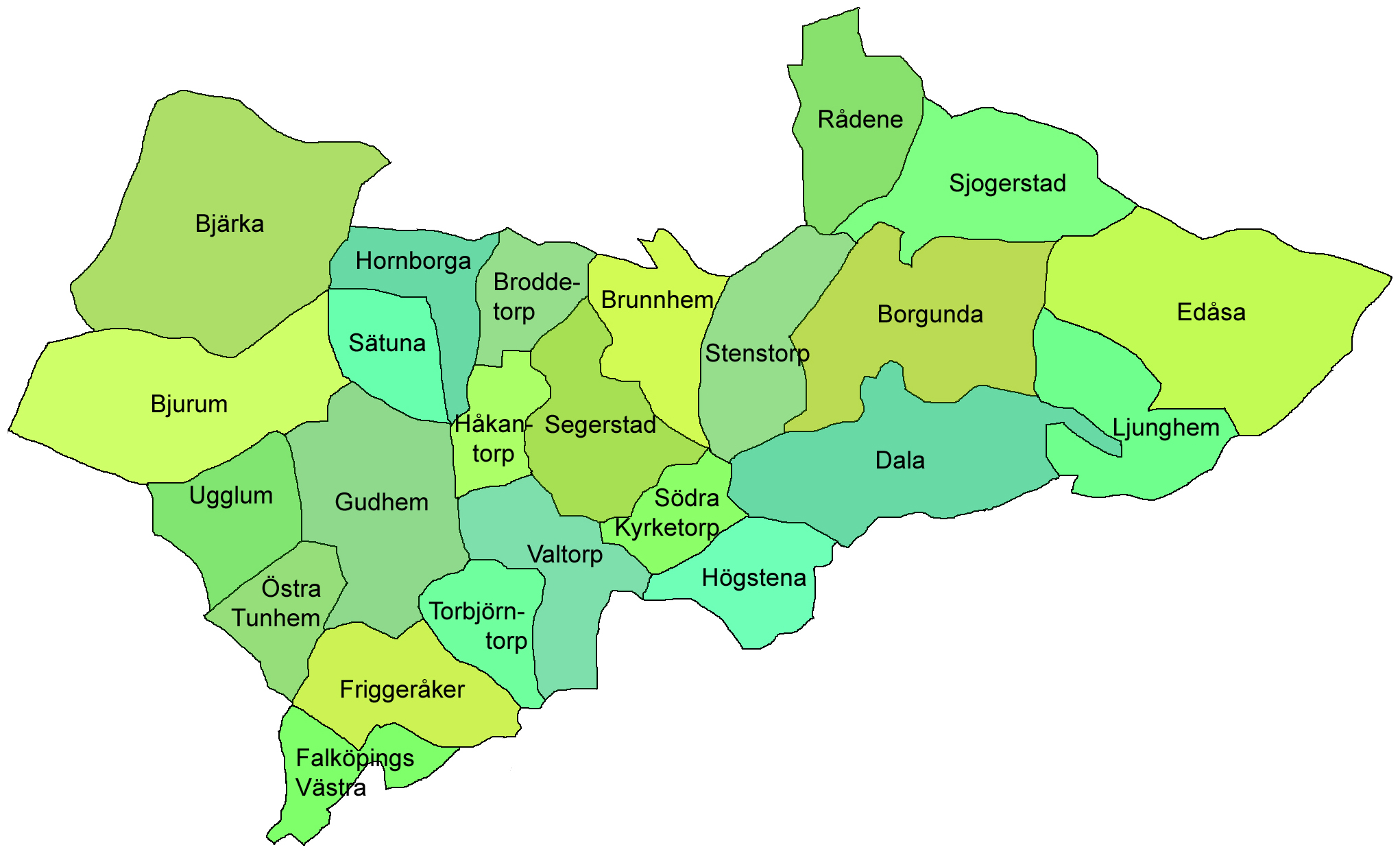
Socknarna i Gudhems härad.

Gudhems härad  var ett härad i östra Västergötland, som numera utgör en del av Skövde kommun, Falköpings kommun och Skara kommun. Häradets areal var 390,92 kvadratkilometer varav 374,72 land.  1680 var tingsstället i Stenstorp för att 1686 flytta till Segerstorp och 1701 till Torbjörntorp till 1717. Mellan 1726 och 1737 var tingsstället i Ranstad. Från 1758 var tingsstället åter i Torbjörntorp för att 1782 flytta till Falköping. Från 1885 var tingsstället Stenstorp som var kvar till 1938 då det flyttade till Skövde.

## Socknar
I Falköpings kommun
- Bjurums socken
- Borgunda socken
- Broddetorps socken
- Brunnhems socken
- Dala socken
- Falköpings västra socken uppgick 1935 i Falköpings stad
- Friggeråkers socken
- Gudhems socken
- Hornborga socken
- Håkantorps socken
- Högstena socken
- (Södra) Kyrketorps socken
- Segerstads socken
- Stenstorps socken
- Sätuna socken
- Torbjörntorps socken
- (Östra) Tunhems socken
- Ugglums socken
- Valtorps socken

I Skövde kommun
- Edåsa socken (större delen)
- Ljunghems socken
- Rådene socken
- Sjogerstads socken

I Skara kommun
- Bjärka socken

## Län, fögderier, domsagor, tingslag, tingsrätter och stift
Häradet hörde mellan 1634 och 1998 till Skaraborgs län, därefter till Västra Götalands län.  Församlingarna i häradet tillhörde Skara stift.
Häradets socknar hörde till följande fögderier:
- 1686-1866 Höjentorps fögderi
- 1867-1917 Skövde fögderi
- 1918-1945 Skara fögderi till 1952 för Bjurums, Sätuna, Hornberga och Björke socknar
- 1946-1951 Tidaholms fögderi För Ljunghems och Edåsa socknar samt Borgunda, Dala och Högstena socknar
- 1946-1990 Skövde fögderi för socknarna i Skövde kommun från 1952 för Ljunghems och Edåsa socknar
- 1946-1990 Falköpings fögderi för socknarna i Falköpings kommun från 1952 för Bjurums, Sätuna, Hornberga, Björke Borgunda, Dala och Högstena socknar
- 1967-1990 Skara fögderi för Björke socken

Häradets socknar tillhörde följande domsagor, tingslag och tingsrätter:
- 1680-1937 Gudhems tingslag i 
  - 1680-1864 Gudhems, Kåkinds, Valle och Vilske häraders domsaga
  - 1864-1937 Gudhems och Kåkinds domsaga
- 1938-1970 Gudhems och Kåkinds tingslag i Skövde domsaga d
- 1952-1970 Vartofta och Frökinds domsagas tingslag  i Vartofta och Frökinds domsaga för Södra och Norra Fågelås socknar
- 1952-1970 Vadsbo domsagas tingslag i Vadsbo domsaga för Breviks socken med

- 1971-2001 Falköpings tingsrätt 'med dess domsaga för socknarna i Falköpings kommun
- 1971-2009 Skövde tingsrätt med dess domsaga för socknarna i Skövde, från 2001 för de i Falköpings kommun
- 1971-2009 Lidköpings tingsrätt med dess domsaga för Björke socken
- 2009- Skaraborgs tingsrätt och dess domsaga